# Valla (gmina Katrineholm)
Valla – miejscowość (tätort) w Szwecji, w regionie administracyjnym (län) Södermanland (gmina Katrineholm).
Miejscowość położona jest w prowincji historycznej (landskap) Södermanland, ok. 10 km na wschód od Katrineholm w kierunku Flen przy magistrali kolejowej Västra stambanan i drodze krajowej nr 55/57.
W 2010 r. Valla liczyła 1517 mieszkańców.